# 美旗古墳群
美旗古墳群（みはたこふんぐん）は、三重県名張市にある古墳群。国の史跡に指定されている。

## 概要

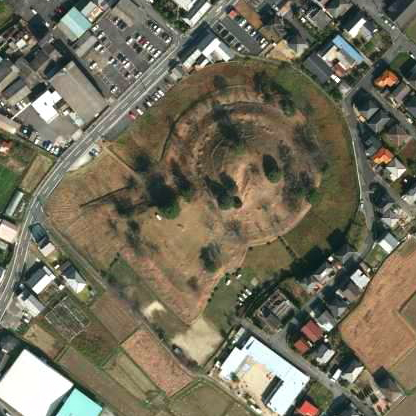
馬塚古墳の空中写真。

名張市東部に位置する美旗地区にある古墳群である。古墳時代の前期から後期にかけて、地域を支配した有力者によって築造され、伊賀地方で最大規模の古墳群である。現存している主な古墳は、5基の前方後円墳と横穴式石室を持つ円墳1基、方墳1基で、方墳（カブト塚・矢羽塚・玉塚）や円墳の中には消滅したものもある。
伊賀地方を代表する古墳群としてきわめて重要であるとして、1978年（昭和53年）10月17日、馬塚、貴人塚、毘沙門塚、女良塚、殿塚の5基の前方後円墳と円墳の赤井塚古墳が国の史跡に指定されている。

## 主な古墳

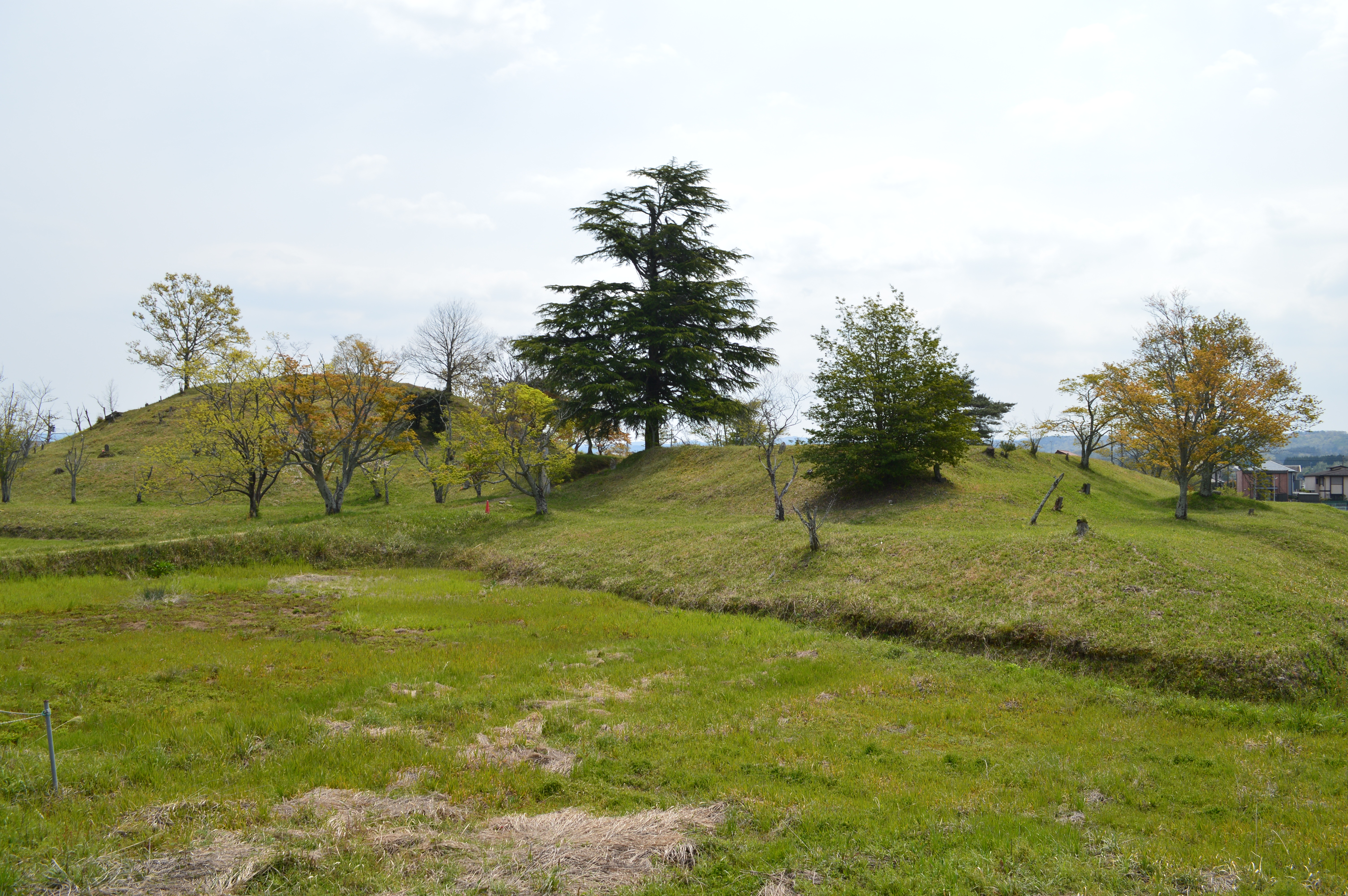
馬塚古墳（うまづかこふん、名張市美旗町中）
美旗古墳群の中で最大の前方後円墳である。近鉄美旗駅の南側に位置する。
全長142mの前方後円墳。後円部は直径98m・高さ14m、前方先端部幅100m・高さ6m[1]。
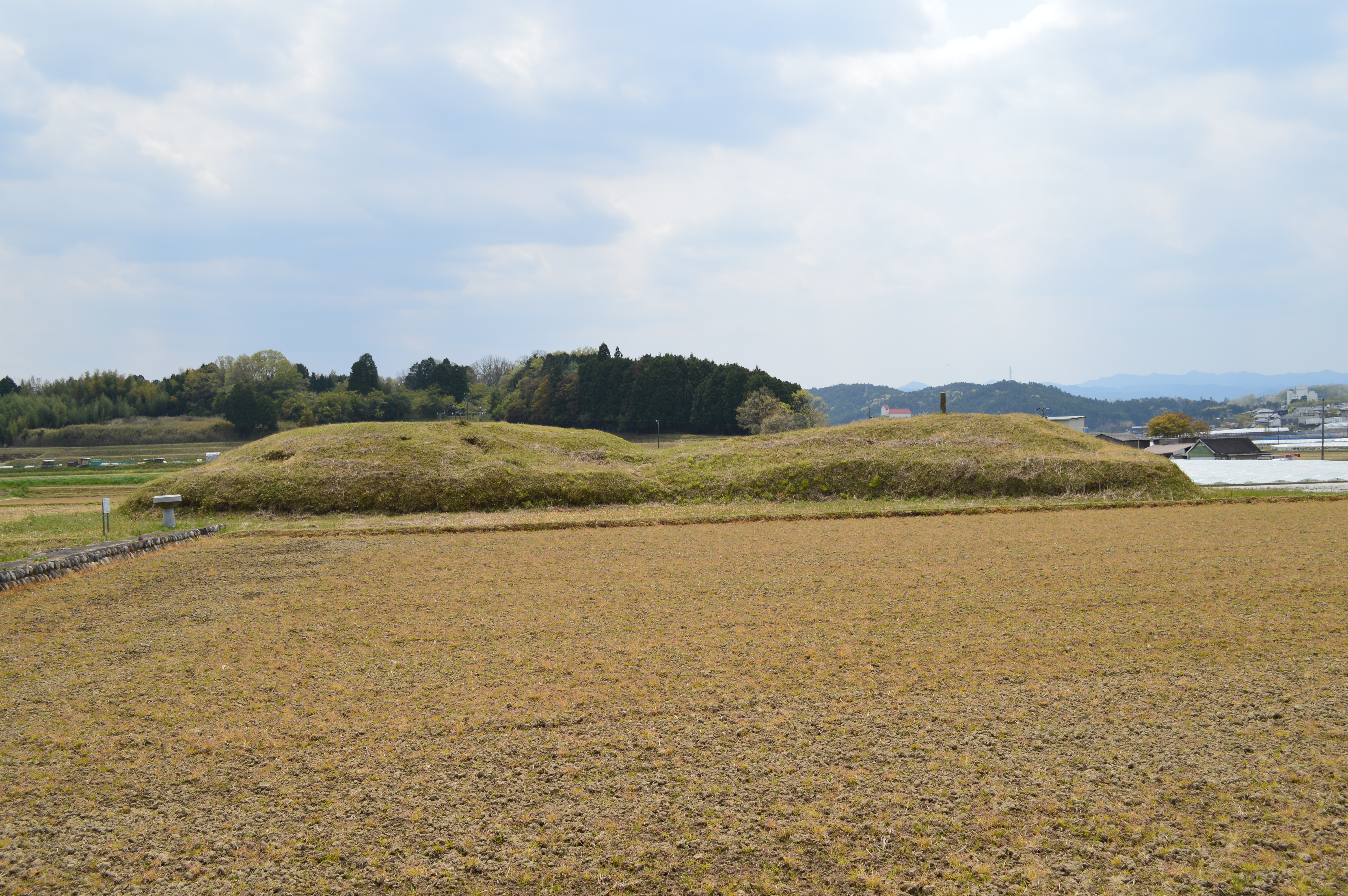
貴人塚古墳（きじんづかこふん、名張市下小波田）
全長約55mの前方後円墳。後円部直径35m・高さ4.5m、前方先端部幅35m、高さ4m。6世紀初頭の築造[1]。
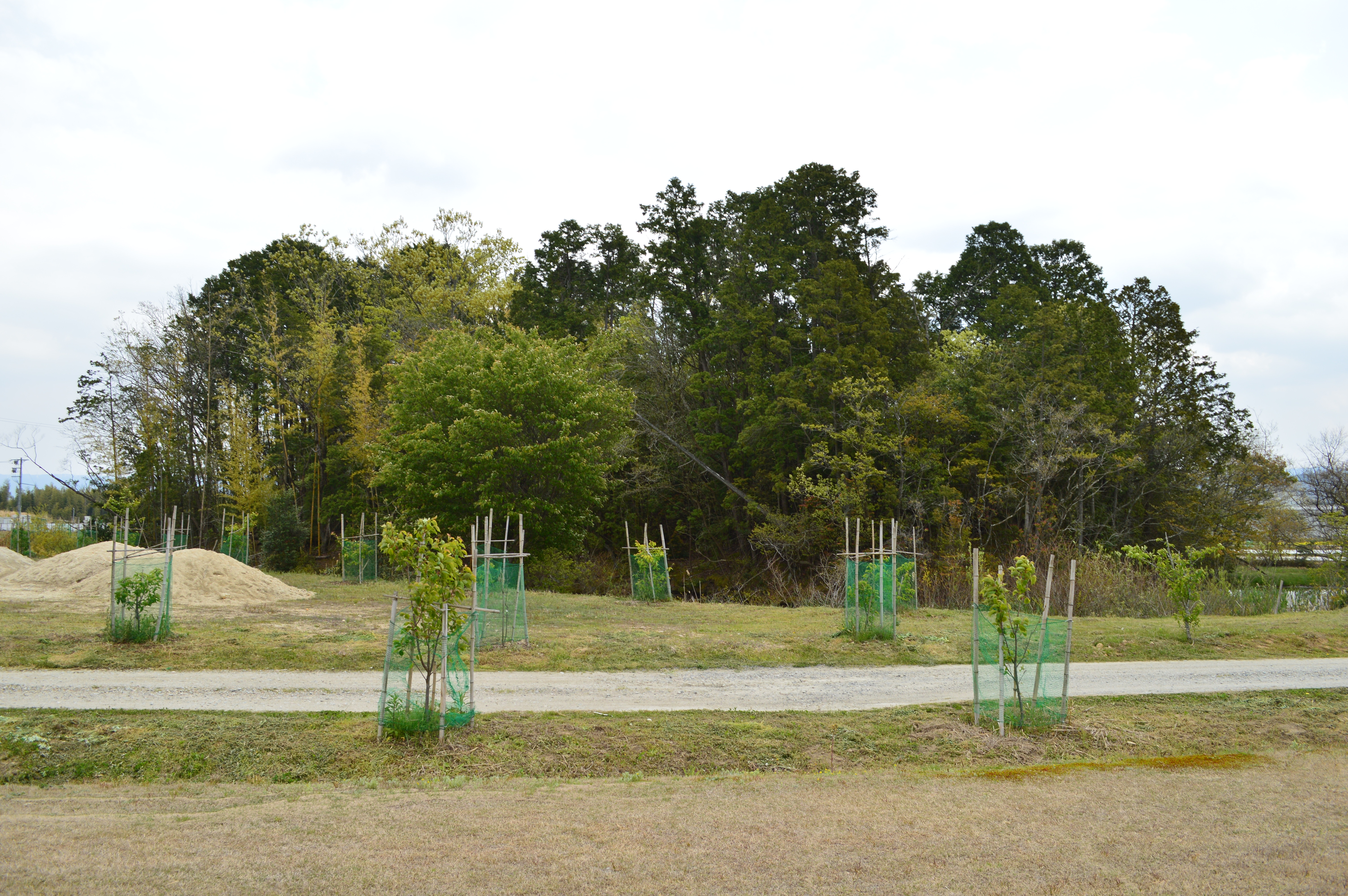
毘沙門塚古墳（びしゃもんづかこふん、名張市新田）
全長約65mの前方後円墳（帆立貝式古墳）。後円部直径約44m・高さ7m、前方先端部幅20m、高さ3m[1]。
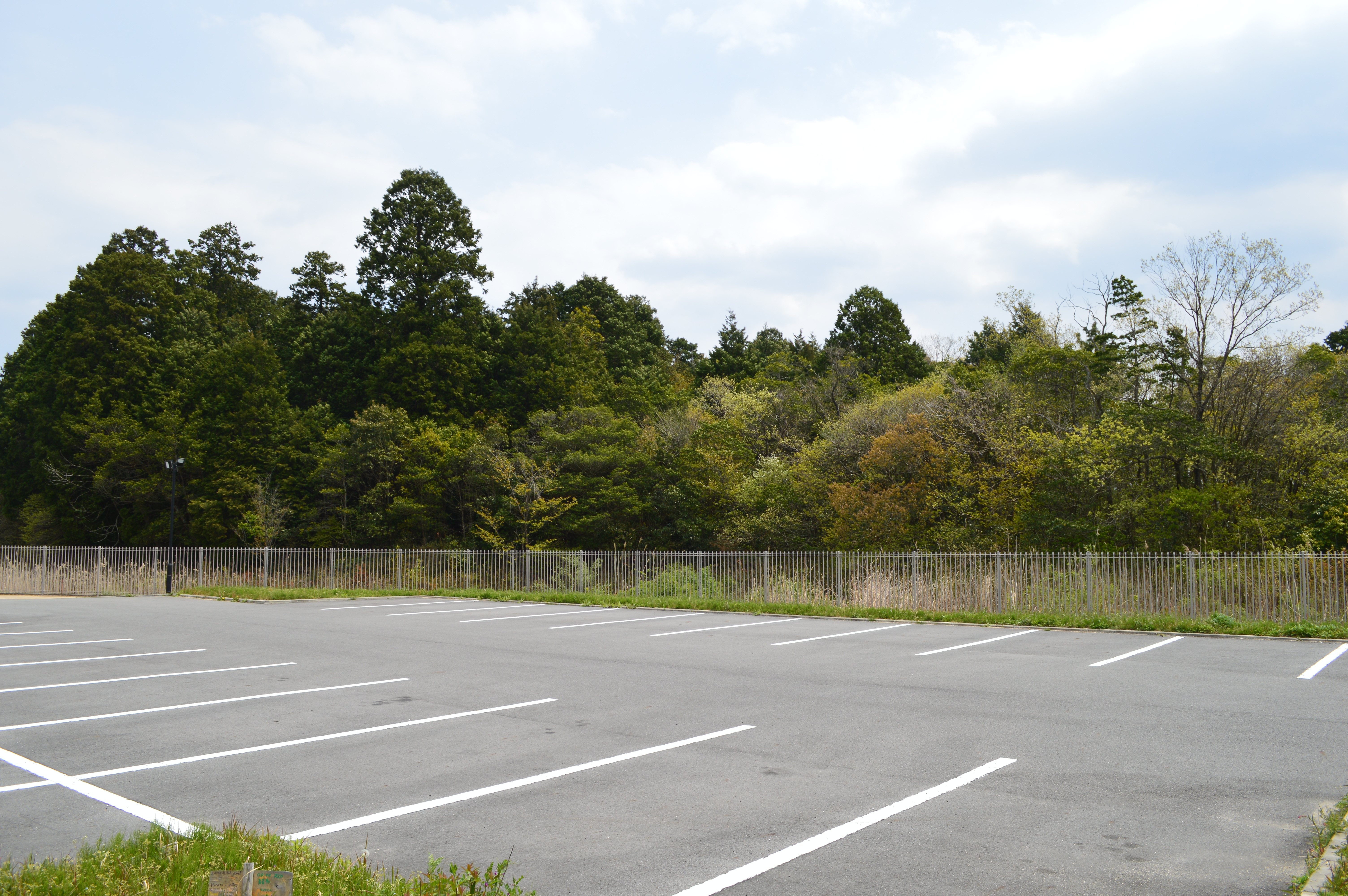
女良塚古墳（じょろうづかこふん、名張市新田）
全長約100mの帆立貝式古墳。後円部直径約73m・高さ9m、前方部幅40m、長さ約30m、高さ約3m[1]。
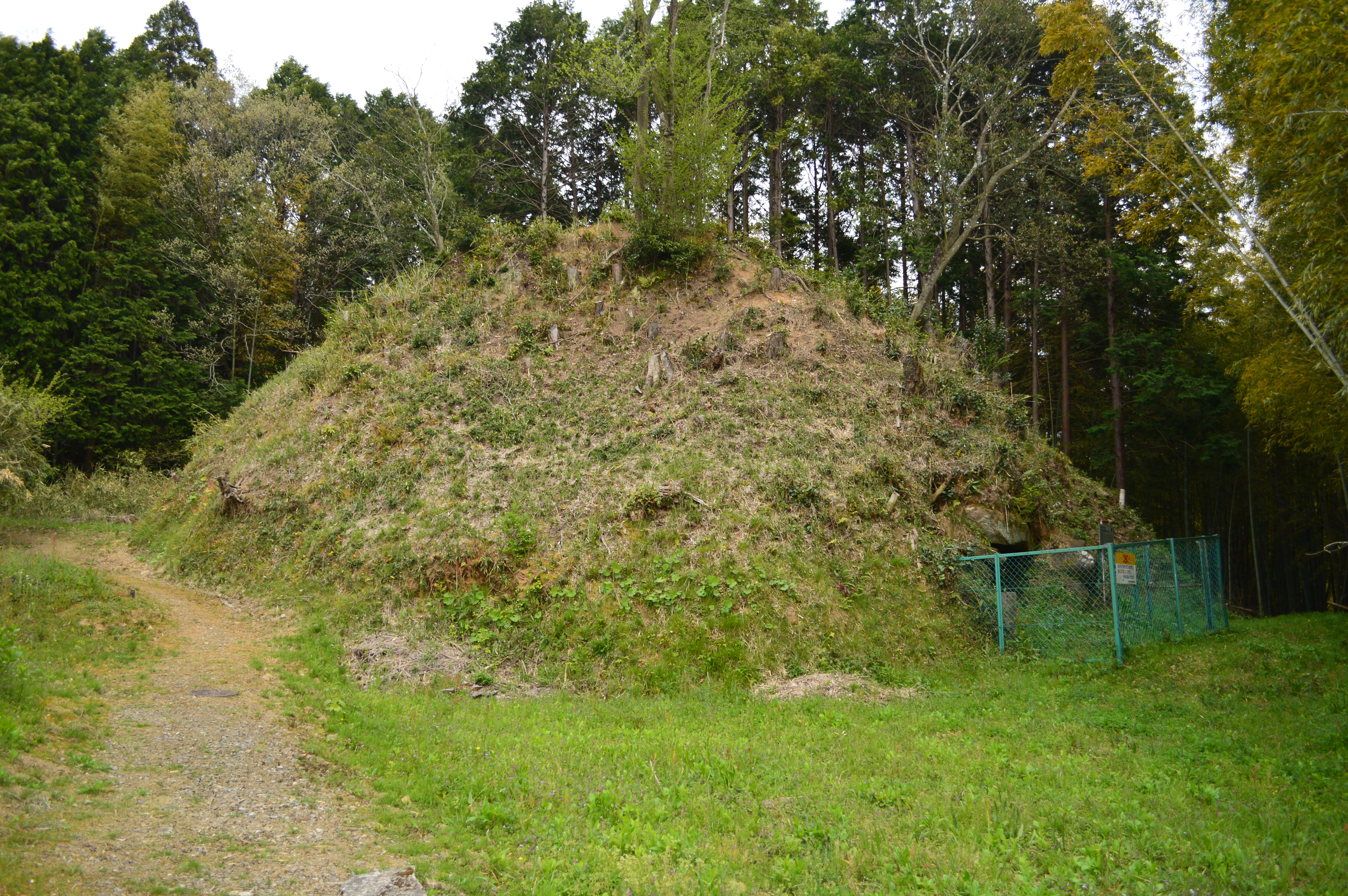
赤井塚古墳（あかいづかこふん、名張市上小波田）
赤井塚古墳 石室俯瞰図
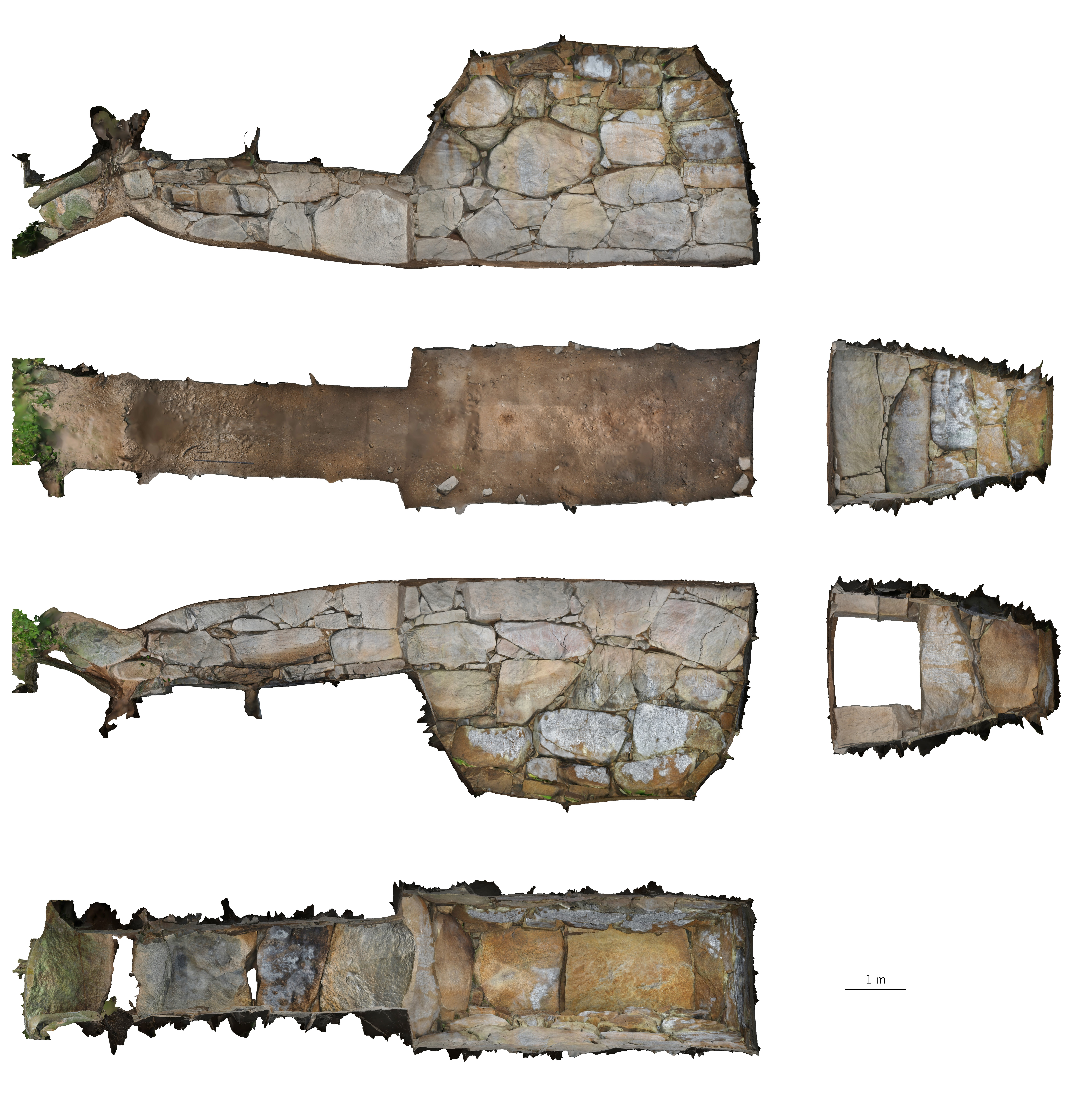
赤井塚古墳 石室展開図
現存直径22m・高さ8.5mの円墳（直径30m前後あったと考えられる）。南側に開口する両袖型の横穴式石室がある。6世紀後半の築造[1]。
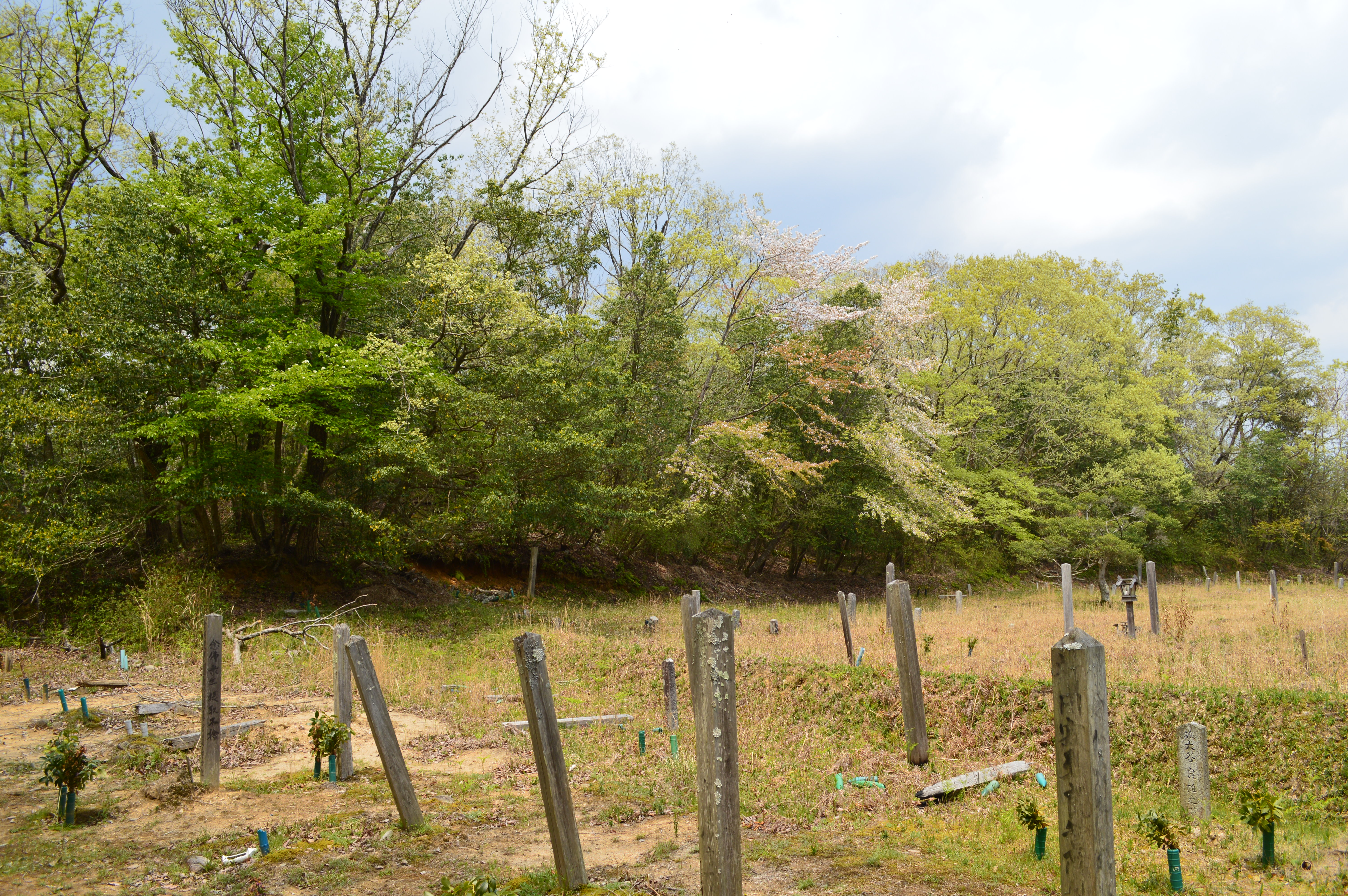
殿塚古墳（とのづかこふん、名張市新田）
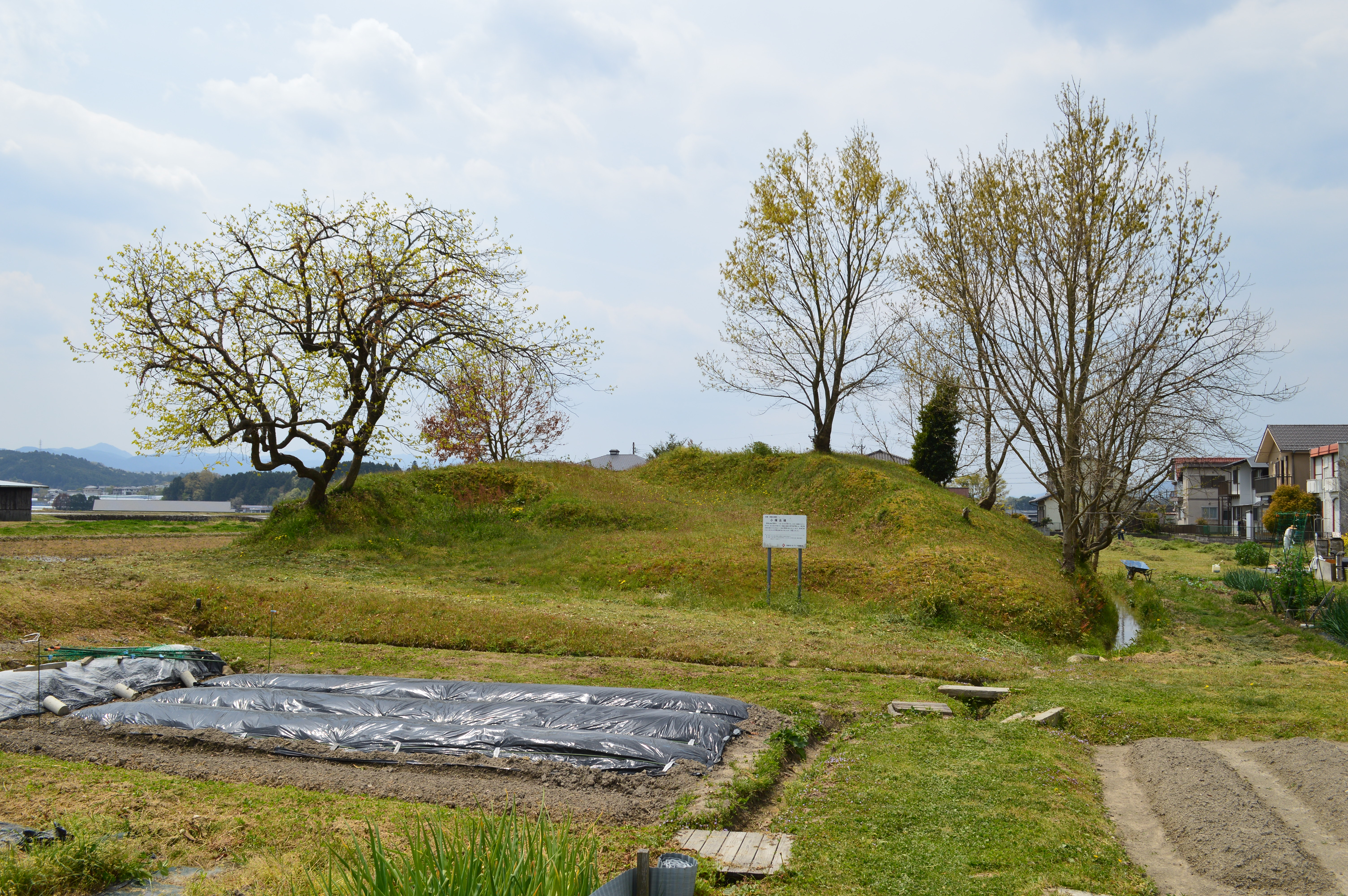
小塚古墳
美旗古墳群で最初に築造された全長約92mの前方後円墳。後円部直径56m・高さ7.2m、前方部幅40m、高さ6.2m。4世紀末頭前後の築造[1]。

- 馬塚古墳
- 貴人塚古墳
- 毘沙門塚古墳
- 女郎塚古墳
- 赤井塚古墳
- 赤井塚古墳 石室俯瞰図
- 赤井塚古墳 石室展開図
- 殿塚古墳
- 小塚古墳

## 文化財

### 国の史跡
- 美旗古墳群 - 1978年（昭和53年）10月17日指定[2]。

## 関連施設
- 美旗市民センター 歴史資料室